# Joe Scally
Joseph Michael Scally (Brookhaven (New York), 31 december 2002) is een Amerikaans voetballer die doorgaans als rechtsback speelt. Hij verruilde New York City in januari 2021 voor Mönchengladbach. Scally debuteerde in 2022 in het Amerikaans voetbalelftal.

## Clubcarrière
Scally stroomde door vanuit de jeugd van New York City. Hiervoor debuteerde hij op zijn vijftiende in het eerste elftal, tijdens een wedstrijd in het nationale bekertoernooi tegen New York Red Bulls. Zijn eerste wedstrijd in de Major League Soccer volgde ruim twee jaar later.
Met vier wedstrijden in de Amerikaanse competitie achter zijn naam, verruilde Scally New York in januari 2021 voor Mönchengladbach. Hiervoor debuteerde hij op 13 augustus 2021 in de Bundesliga, tegen Bayern München. Hij maakte op 2 oktober 2021 zijn eerste doelpunt in het profvoetbal, tijdens een competitiewedstrijd tegen VfL Wolfsburg.

## Clubstatistieken
| Seizoen | Club                     | Competitie          | Competitie | Competitie | Beker | Beker | Internationaal | Internationaal | Totaal | Totaal |
| Seizoen | Club                     | Competitie          | Wed.       | Dlp.       | Wed.  | Dlp.  | Wed.           | Dlp.           | Wed.   | Dlp.   |
| ------- | ------------------------ | ------------------- | ---------- | ---------- | ----- | ----- | -------------- | -------------- | ------ | ------ |
| 2018    | New York City            | Major League Soccer | 0          | 0          | 1     | 0     | —              | —              | 1      | 0      |
| 2019    | New York City            | Major League Soccer | 0          | 0          | 0     | 0     | —              | —              | 0      | 0      |
| 2020    | New York City            | Major League Soccer | 4          | 0          | 0     | 0     | 1              | 0              | 5      | 0      |
| 2021/22 | Borussia Mönchengladbach | Bundesliga          | 30         | 1          | 3     | 0     | —              | —              | 33     | 1      |
| 2022/23 | Borussia Mönchengladbach | Bundesliga          | 28         | 0          | 2     | 1     | —              | —              | 30     | 1      |
| Totaal  | Totaal                   | Totaal              | 62         | 1          | 6     | 1     | 1              | 0              | 69     | 2      |

Bijgewerkt op 18 juli 2023.

## Interlandcarrière
Scally maakte deel uit van verschillende Amerikaanse nationale jeugdselecties. Hij bereikte met Verenigde Staten –17 deel de finale van het CONCACAF-kampioenschap –17 van 2019 en nam later dat jaar met hetzelfde team deel aan het WK –17 van 2019. Scally debuteerde op 2 juni 2022 in het Amerikaans voetbalelftal. Bondscoach Gregg Berhalter liet hem toen een helft spelen in een met 3–0 gewonnen oefeninterland tegen Marokko. Het jaar erna won hij met zijn landgenoten de CONCACAF Nations League 2022/23. 

## Erelijst
| CONCACAF Nations League | 1x | 2022/23 |